# Dmitry Mityaev
Dmitry Mityaev (en russe : Дмитрий Митяев) est un athlète Russe, né le 12 décembre 1991. Spécialiste de skyrunning et l'ultra-trail, il a notamment remporté le High Trail Vanoise en 2018. Dimitry est considéré comme l'un des meilleurs coureurs de sa génération sur les courses comportant des passages à haute altitude. Il est marié à Ekaterina Mityaeva, elle aussi spécialiste du skyrunning.

## Résultats
| no  | masculin           | Course                                                  | Longueur | Départ            | Temps            |
| --- | ------------------ | ------------------------------------------------------- | -------- | ----------------- | ---------------- |
| 3e  | Médaille de bronze | Ultra SkyMarathon Madeira                               | 55 km    | 3 juin 2017       | 6 h 7 min 23 s   |
| 1re | Médaille d'or      | 23 km du Mont-Blanc                                     | 23 km    | 24 juin 2017      | 2 h 14 min 31 s  |
| 3e  | Médaille de bronze | Championnats d'Europe de skyrunning - Ultra SkyMarathon | 67 km    | 8 juillet 2017    | 8 h 43 min 10 s  |
| 2e  | Médaille d'argent  | Ultra Pirineu                                           | 110 km   | 23 septembre 2017 | 12 h 33 min 46 s |
| 3e  | Médaille de bronze | Ultra SkyMarathon Madeira                               | 54 km    | 2 juin 2018       | 5 h 56 min 20 s  |
| 1er | Médaille d'or      | High Trail Vanoise                                      | 70 km    | 7 juillet 2018    | 8 h 40 min 45 s  |
| 2e  | Médaille d'argent  | Transvulcania                                           | 74 km    | 11 mai 2019       | 7 h 14 min 23 s  |
| 1er | Médaille d'or      | High Trail Vanoise                                      | 70 km    | 6 juillet 2019    | 8 h 51 min 20 s  |
| 2e  | Médaille d'argent  | TDS                                                     | 145 km   | 28 aout 2019      | 18 h 16 min 16 s |
| 1re | Médaille d'or      | Ultra Pirineu                                           | 94 km    | 5 octobre 2019    | 10 h 22 min 55 s |
| 3e  | Médaille de bronze | 90 km du Mont-Blanc                                     | 85 km    | 2 juillet 2021    | 10 h 30 min 42 s |
| 1re | Médaille d'or      | Montreux Trail Festival - MXAlps                        | 69 km    | 24 juillet 2021   | 8 h 34 min 32 s  |
| 2e  | Médaille d'argent  | Ultra Pirineu                                           | 100 km   | 2 octobre 2021    | 10 h 37 min 41 s |
| 2e  | Médaille d'argent  | Ultra Trail de l'île de Madère                          | 115 km   | 20 novembre 2021  | 14 h 41 min 49 s |
| 2e  | Médaille d'argent  | High Trail Vanoise                                      | 70 km    | 9 juillet 2022    | 7 h 14 min 46 s  |
| 2e  | Médaille d'argent  | Ultra Pirineu                                           | 100 km   | 1er octobre 2022  | 10 h 42 min 30 s |
| 1re | Médaille d'or      | UT100                                                   | 100 km   | 26 novembre 2022  | 10 h 45 min 35 s |
| 1re | Médaille d'or      | Cappadocia Ultra Trail                                  | 119 km   | 14 octobre 2023   | 10 h 59 min 32 s |
| 1re | Médaille d'or      | UT100                                                   | 98 km    | 25 novembre 2023  | 10 h 43 min 6 s  |
| 2e  | Médaille d'argent  | Transvulcania                                           | 73 km    | 11 mai 2024       | 7 h 5 min 16 s   |
| 1re | Médaille d'or      | 90 km du Mont-Blanc                                     | 90 km    | 28 juin 2024      | 10 h 44 min 14 s |
| 1re | Médaille d'or      | Ultra Pirineu                                           | 100 km   | 5 octobre 2024    | 10 h 27 min 38 s |

Ses objectifs pour la saison 2019 sont la Transvulcania, la Madeira SkyRace, le Buff Epic Trail 42K, le Royal Ultra SkyMarathon et la Tromsø Skyrace, cinq courses des Skyrunner World Series 2019. Il vise une place dans les 5 premiers du classement final du calendrier. Pour sa première course de cette saison, il termine deuxième de la Transvulcania où il chute dans la dernière descente alors qu'il est en tête avec Thibaut Garrivier. En juillet, il remporte pour la deuxième année consécutive le High Trail Vanoise.